# Lučica (Požarevac)
Lučica (em cirílico:Лучица) é uma vila da Sérvia localizada no município de Požarevac, pertencente ao distrito de Braničevo, na região de Braničevo. A sua população era de 2145 habitantes segundo o censo de 2009.

## Demografia
| 1948  | 1953  | 1961  | 1971  | 1981  | 1991  | 2002  |
| ----- | ----- | ----- | ----- | ----- | ----- | ----- |
| 2 666 | 2 753 | 2 923 | 2 810 | 2 798 | 2 779 | 2 192 |